# Ion Morei
Ion Morei (n. 1955) este un jurist din Republica Moldova, care a îndeplinit funcția de ministru al justiției (19 aprilie 2001 - 12 februarie 2003).